# Wilhelm Anton von Klewiz

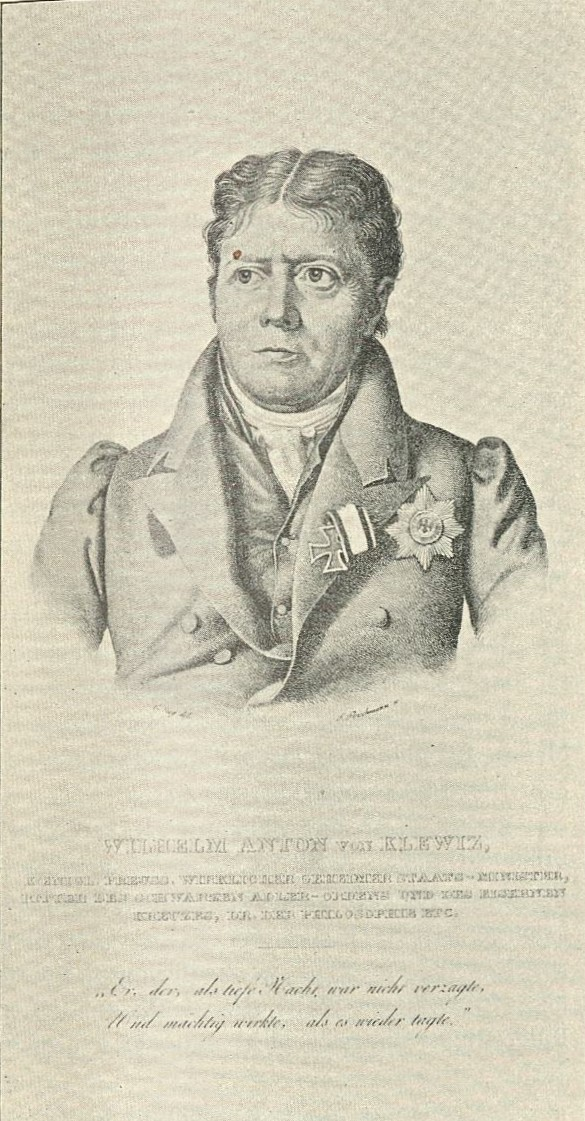
Friedrich Fleischmann: Wilhelm Anton von Klewiz

Wilhelm Anton Klewiz, ab 1803 von Klewiz (auch Klewitz), (* 1. August 1760 in Magdeburg; † 26. Juli 1838 in Magdeburg) war preußischer Politiker und Verwaltungsbeamter und gehörte zu den konservativen Reformern Anfang des 19. Jahrhunderts in Preußen.

## Leben
Klewiz besuchte das Domgymnasium Magdeburg. Aus bürgerlichen Verhältnissen stammend, studierte Klewiz von 1779 bis 1781 an der Friedrichs-Universität Halle und der Georg-August-Universität Göttingen Rechtswissenschaft. Nebenbei widmete er sich der Chemie und der Mathematik. Eine erste Stelle trat er 1783 als Referendar an der Magdeburger Kriegs- und Domänenkammer an. In dieser Funktion übernahm er die Leitung des Salzamtes in Schönebeck (Elbe). 1785 wurde Klewiz Assessor und Kriegs- und Domänenrat. Später wurde er Kammerdirektor. 1793 war Klewiz für die verwaltungstechnische und rechtliche Eingliederung der an Preußen fallenden vormals polnischen Gebiete zuständig.
1794 heiratete Klewiz Karoline Henriette Augusta Rumpff. Aus der Ehe gingen zwei Kinder hervor: Caroline Wilhelmine von Klewiz (1795–1823) und Carl Wilhelm von Klewiz (* 4. Dezember 1800 in Berlin; † 12. Dezember 1841 in München). In diese Zeit fällt auch sein Beitritt zum Montagsklub in Berlin, dem er von 1799 bis 1822 angehört hat. 1803 wurde Klewiz aufgrund seiner Verdienste geadelt.

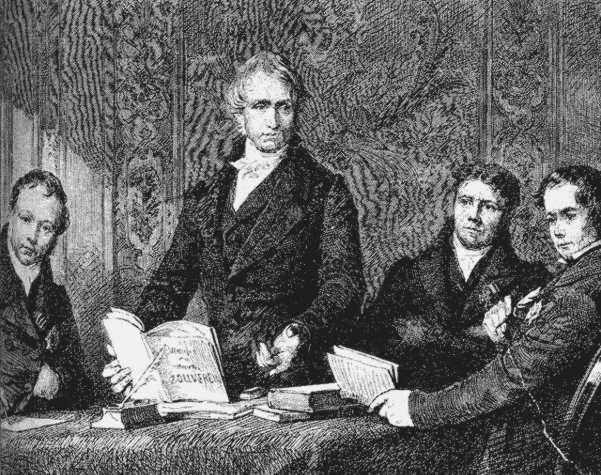
Wegbereiter des Zollvereins von 1834, v. l. n. r.: Friedrich von Motz (preuß. Finanzminister 1825–1830), Karl Georg Maaßen (preuß. Finanzminister 1830–1834), Wilhelm Anton von Klewiz (preuß. Finanzminister 1817–1825) und Johann Albrecht Friedrich von Eichhorn (Direktor im preuß. Außenministerium 1815–1840)

Als Kammerpräsident in Posen war Klewiz 1805 für die Mobilmachung der dortigen preußischen Truppen verantwortlich. Nach der preußischen Niederlage Preußens übernahm er in Königsberg i. Pr. den Vorsitz in der Kombinierten Immediatkommission für Geldoperationen und Armenpflege. Beauftragt von Karl August von Hardenberg entwarf der anerkannte Verwaltungs- und Steuerrechtler Klewiz mit Theodor von Schön im Jahr 1810 die Verordnung über die veränderte Staatsverfassung aller obersten Staatsbehörden.
Noch während der Befreiungskriege wurde er 1813 ziviler Gouverneur der vormals preußischen Gebiete zwischen Elbe und Weser, die nach der Niederlage 1807 von Preußen abgetreten worden waren. Bis 1816 arbeitete er an der Wiedereingliederung dieser Gebiete an Preußen, wofür er 1816 den Titel Wirklicher Geheimer Rat erhielt. Ende des Jahres 1816 wurde von Klewiz als Regierungskommissar mit einer Reise ins gerade preußisch gewordene Rheinland beauftragt, um Maßnahmen gegen die dort drohende Hungersnot vorzubereiten. 1817 zum preußischen Finanzminister ernannt, gehörte er zu den Wegbereitern des Zollvereins.
Er kehrte 1824 nach Magdeburg zurück und übernahm 1825 das Amt des Oberpräsidenten der Provinz Sachsen von Friedrich Christian Adolph von Motz, welches er bis 1837 innehatte. Arbeitsschwerpunkte waren Bildungs- und Religionsangelegenheiten sowie das Bergwerkswesen. Im Auftrage des preußischen Königs leitete er den neu eingerichteten Provinziallandtag als Landtagskommissar.

## Ehrungen
Neben der Erhebung in den Adelsstand 1803, wurde er 1814 von seiner Heimatstadt Magdeburg mit der Bürgerkrone geehrt und somit zum Ehrenbürger der Stadt, 1816 als erster Ehrenbürger von Halberstadt. Später folgte auch die Ehrenbürgerschaft der Stadt Halle (Saale). Zu seinem 50. Dienstjubiläum wurde Klewiz 1833 vom preußischen König Friedrich Wilhelm III. mit dem Schwarzen Adlerorden geehrt. Die Universität Halle-Wittenberg verlieh ihm die Ehrendoktorwürde (Dr. phil. h.c.). Klewiz, der im Jahre 1784 in die Magdeburger Freimaurerloge Ferdinand zur Glückseligkeit aufgenommen wurde, wurde von selbiger Loge im Jahre 1814 zum Ehrenmitglied ernannt.
Heute ist in seiner Heimatstadt Magdeburg eine Straße (Klewitzstraße) nach ihm benannt.

## Werke
- Steuerverfassung im Herzogtum Magdeburg, Band 1, 1797.
- Allgemeine Steuerverfassung in der preußischen Monarchie und besondere Grundsteuer-Verfassungen in der preußischen Provinz Sachsen, 1828.
- Das Provinzial-Recht des Herzogtums Magdeburg und der Grafschaft Mansfeld altpreußischen Antheils, 1837.